# Land (Allemagne)
Pour les articles homonymes, voir Land.

Carte des seize Länder allemands.

Un land ou Land (allemand : Land /lant/  ou Bundesland /ˈbʊndəsˌlant/  ; pluriel allemand : Länder /ˈlɛndɐ/  ; pluriel français selon les rectifications de 1990 : lands) est un État fédéré d'Allemagne.
Depuis la réunification en 1990, la République fédérale d’Allemagne compte seize lands (ou Länder) : Bade-Wurtemberg, Basse-Saxe, Bavière, Berlin, Brandebourg, Brême, Hambourg, Hesse, Mecklembourg-Poméranie-Occidentale, Rhénanie-du-Nord-Westphalie, Rhénanie-Palatinat, Sarre, Saxe, Saxe-Anhalt, Schleswig-Holstein et Thuringe. Chacun dispose d'une Constitution, d'une assemblée élue et d'un gouvernement. 
Le fédéralisme est un principe fondamental de la Constitution allemande et les lands sont ainsi dotés de nombreux pouvoirs, notamment en matière de police, d'éducation et de culture.

## Nom
En allemand, « Land » signifie littéralement « pays ». En français, nous utilisons soit l'orthographe allemande (« Land » avec une majuscule initiale, pluriel : « Länder »),, soit l'orthographe francisée (« land » avec une minuscule initiale, pluriel : « lands » ou « länder »),,,, depuis les rectifications orthographiques de 1990. « Land » peut également être traduit par « État ».
On distingue parfois les Stadtstaaten (cités-États) — Berlin, Brême (composée de deux villes distinctes) et Hambourg — des autres lands (Flächenländer). Depuis la réunification, on distingue également les six « nouveaux lands » (Neue Bundesländer) de l'ancienne Allemagne de l'Est des « anciens lands » (alte Bundesländer) de l'ancienne Allemagne de l'Ouest.
Brême et Hambourg portent le nom officiel de « ville libre et hanséatique » (Freie Hansestadt Bremen, Freie und Hansestadt Hamburg), qui rappelle leur statut ancien de cité-État au sein du Saint-Empire et de la Confédération germanique et leur participation à la Ligue hanséatique. La Bavière, la Saxe et la Thuringe portent également le nom officiel de Freistaat (littéralement « État libre », synonyme de « république »). Aucun de ces noms officiels ne dénote un statut juridique particulier de nos jours. Ainsi, les voitures immatriculées à Brême, à Hambourg et à Lübeck portent respectivement en tête de leur numéro d'immatriculation les lettres HB, HH, HL, signifiant respectivement « Hansestadt Bremen », « Hansestadt Hamburg », « Hansestadt Lübeck ».

## Liste
Depuis la réunification de 1990, la République fédérale d'Allemagne compte seize lands (ou Länder) :
| Localisation | Drapeau | Armoiries | Nom                                                         | Abréviation | Capitale                 | Population (hab.)       | Superficie (km2) | Densité (hab./km2) | PIB (M€, 2017) | PIB/hab (€, 2017) |
| ------------ | ------- | --------- | ----------------------------------------------------------- | ----------- | ------------------------ | ----------------------- | ---------------- | ------------------ | -------------- | ----------------- |
|              |         |           | Bade-Wurtemberg (Baden-Württemberg)                         | BW          | Stuttgart                | +11 124 642, (31/12/21) | +0035 751,46     | +000311,           | +0493 265,     | +044 886,         |
|              |         |           | Basse-Saxe (Niedersachsen)                                  | NI          | Hanovre (Hannover)       | +08 027 031, (31/12/21) | +0047 634,9      | +000169,           | +0287 959,     | +036 164,         |
|              |         |           | Bavière (Bayern)                                            | BY          | Munich (München)         | +13 176 989, (31/12/21) | +0070 551,57     | +000187,           | +0594 447,     | +045 810,         |
|              |         |           | Berlin, ville-État                                          | BE          | Berlin                   | +03 677 472, (31/12/21) | +0 000891,82     | +004 124,          | +0136 614,     | +038 032,         |
|              |         |           | Brandebourg (Brandenburg)                                   | BB          | Potsdam                  | +02 537 868, (31/12/21) | +0029 478,61     | +0 00086,          | +0069 132,     | +027 675,         |
|              |         |           | Brême, ville-État (Bremen)                                  | HB          | Brême (Bremen)           | +00676 463, (31/12/21)  | +0 000404,28     | +001 613,          | +0033 662,     | +049 570,         |
|              |         |           | Hambourg, ville-État (Hamburg)                              | HH          | Hambourg (Hamburg)       | +01 853 935, (31/12/21) | +0 000755,26     | +002 455,          | +0117 572,     | +064 567,         |
|              |         |           | Hesse (Hessen)                                              | HE          | Wiesbaden                | +06 295 017, (31/12/21) | +0021 114,94     | +000298,           | +0279 085,     | +044 804,         |
|              |         |           | Mecklembourg-Poméranie-Occidentale (Mecklenburg-Vorpommern) | MV          | Schwerin                 | +01 611 160, (31/12/21) | +0023 180,14     | +0 00069,          | +0042 783,     | +026 560,         |
|              |         |           | Rhénanie-du-Nord-Westphalie (Nordrhein-Westfalen)           | NW          | Düsseldorf               | +17 924 591, (31/12/21) | +0034 085,27     | +000526,           | +0691 518,     | +038 645,         |
|              |         |           | Rhénanie-Palatinat (Rheinland-Pfalz)                        | RP          | Mayence (Mainz)          | +04 106 485, (31/12/21) | +0019 853,36     | +000207,           | +0144 308,     | +035 455,         |
|              |         |           | Sarre (Saarland)                                            | SL          | Sarrebruck (Saarbrücken) | +00982 348, (31/12/21)  | +0002 568,7      | +000382,           | +0035 300,     | +035 460,         |
|              |         |           | Saxe (Sachsen)                                              | SN          | Dresde (Dresden)         | +04 043 002, (31/12/21) | +0018 415,51     | +000220,           | +0121 738,     | +029 856,         |
|              |         |           | Saxe-Anhalt (Sachsen-Anhalt)                                | ST          | Magdebourg (Magdeburg)   | +02 169 253, (31/12/21) | +0020 446,31     | +000106,           | +0060 095,     | +027 221,         |
|              |         |           | Schleswig-Holstein                                          | SH          | Kiel                     | +02 922 005, (31/12/21) | +0015 799,38     | +000185,           | +0093 367,     | +032 342,         |
|              |         |           | Thuringe (Thüringen)                                        | TH          | Erfurt                   | +02 108 863, (31/12/21) | +0016 172,1      | +000130,           | +0061 907,     | +028 747,         |

## Histoire
Le fédéralisme a une longue histoire en Allemagne. Le Saint-Empire romain germanique comprenait de très nombreux États de statuts divers (princes temporels et ecclésiastiques, villes libres, etc.). Leur nombre est réduit lors des guerres napoléoniennes et, à l'issue du congrès de Vienne (1815), trente-neuf États forment la Confédération germanique. 
Dissoute à l'issue de la guerre austro-prussienne, la Confédération est remplacée par la Confédération de l'Allemagne du Nord qui regroupe 22 États du Nord sous domination prussienne.

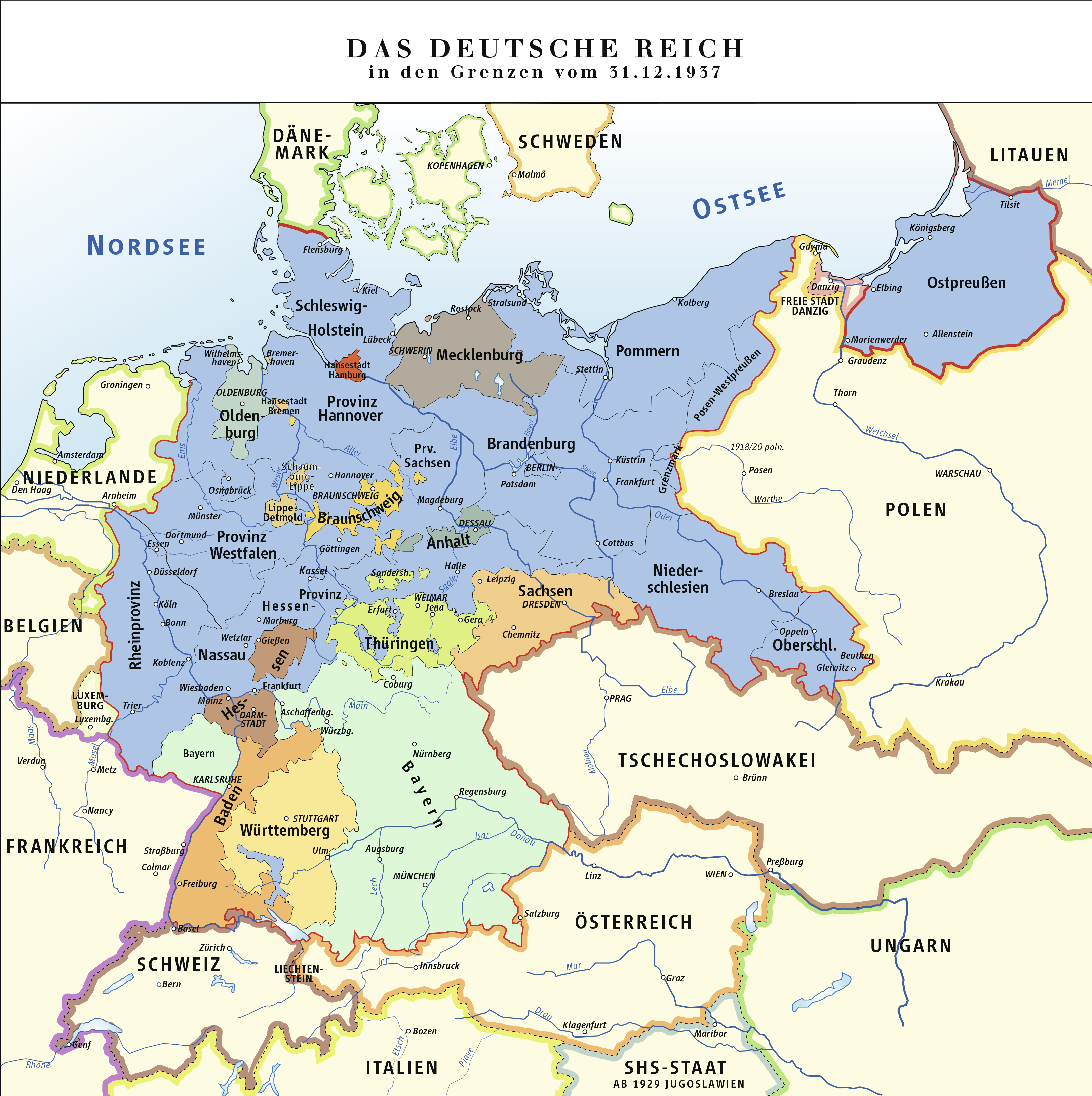
Les Länder de la république de Weimar.

À l'issue de la guerre franco-allemande de 1870, le roi de Prusse Guillaume Ier devient empereur allemand. L'empire comprend alors 25 États dont trois cités-États (Brême, Hambourg et Lübeck), auxquels s'ajoute le Reichsland d'Alsace-Lorraine conquis sur la France.
Après la Première Guerre mondiale, à la suite des pertes territoriales du traité de Versailles, les États qui font encore partie du territoire allemand abolissent leurs monarchies et deviennent les Länder de la nouvelle république de Weimar. Après l'arrivée au pouvoir des nazis, le processus de Gleichschaltung (« mise au pas ») abolit de facto le fédéralisme dès 1933. Si les Länder ne sont pas formellement abolis, l'administration territoriale de l'Allemagne nazie s'appuie en réalité sur les Gaue dirigés par des gauleiter, membres du parti nazi nommés à ces postes par Adolf Hitler.

Les Länder au sein des zones d'occupation (1947-1949).

Après la Seconde Guerre mondiale, l'Allemagne est occupée et les gouvernements militaires alliés redécoupent les frontières des Länder de sorte qu'aucun de ceux-ci ne dispose de plus de 30 % de la population totale, afin qu'aucun land ne dispose d'autant de pouvoir que la Prusse en avait sous les régimes précédents. Seuls les lands de Bavière, Brême, Hambourg, Hesse, Saxe et Thuringe subsistent (parfois avec des modifications de frontières) alors que la Rhénanie-Palatinat, la Rhénanie-du-Nord-Westphalie et la Saxe-Anhalt sont créées en regroupant de petits États. En 1949, les Alliés américains, britanniques et français forment la République fédérale d'Allemagne : elle comprend alors onze Länder. Trois (le Bade, le Wurtemberg-Hohenzollern et le Wurtemberg-Bade) fusionnent en 1952 pour former le Bade-Wurtemberg. En 1957, la Sarre sous protectorat français rejoint la République fédérale : les dix Länder ainsi formés constituent les dix « anciens » Länder (alte Bundesländer) de l'actuelle Allemagne. Berlin-Ouest fait de facto également partie de la République fédérale mais, bien que disposant de jure d'un statut particulier.
En République démocratique allemande (RDA), cinq Länder sont créés mais ils sont remplacés dès 1952 par un système de districts.
En 1990, la réunification a lieu par la formation à nouveau des cinq lands de RDA et leur adhésion à la République fédérale. Il s'agit des lands de Thuringe, Saxe, Saxe-Anhalt, Brandebourg et Mecklembourg-Poméranie-Occidentale.

## Politique et administration

### Organisation politique
La Loi fondamentale de la République fédérale d'Allemagne prévoit que « L’ordre constitutionnel des lands doit être conforme aux principes d’un État de droit républicain, démocratique et social ».
Les seize lands disposent chacun de leur propre Constitution et possèdent des institutions similaires :
- le pouvoir législatif appartient à un Landtag (appelé Bürgerschaft à Brême et Hambourg, Chambre des députés à Berlin) élu au suffrage universel direct avec une forme de scrutin proportionnel ;
- le sénat (à Berlin, Brême et Hambourg) ou gouvernement (Staatsregierung en Bavière, Saxe et Thuringe ou Landesregierung ailleurs) exerce le pouvoir exécutif et est responsable devant le Landtag ; le chef du gouvernement est le président du sénat à Brême (Senatspräsident), le premier bourgmestre à Hambourg (Erster Bürgermeister), le bourgmestre-gouverneur (Regierender Bürgermeister) à Berlin et le ministre-président (Ministerpräsident) ailleurs.

### Subdivisions
Les lands sont subdivisés en districts (Regierungsbezirke), arrondissements (Kreise) et communes (Gemeinden). Les grandes villes constituent souvent des villes-arrondissements, à la fois commune et arrondissement (« Kreisfreie Städte », ou dans certains lands « Stadtkreise »).
Il existe quelques particularités. Ainsi, la Rhénanie-du-Nord-Westphalie est découpée en deux Landschaftsverbände (Westphalie-Lippe, qui a pour capitale Münster, et Rhénanie, dont la capitale est Cologne) correspondant aux deux entités culturelles du land. Berlin et Hambourg n'ont pas de districts et Brême comprend deux districts urbains (Stadtkreise), Brême et Bremerhaven.

### Compétences
Les lands sont les États fédérés (Bundesländer) qui forment la République fédérale d'Allemagne (Bund) : ils possèdent leur propre souveraineté. La Loi fondamentale autorise les lands à légiférer dans tous « les cas où la présente Loi fondamentale ne confère pas à la Fédération des pouvoirs de légiférer. »
La Loi fondamentale établit ainsi :
- des compétences fédérales exclusives où seule la Fédération a le droit de légiférer (politique étrangère, défense, politique monétaire, une partie du droit fiscal, etc.) ;
- des compétences concurrentes (droit civil, droit pénal, droit économique, nucléaire, droit du travail et des sols, droit des étrangers, transports, environnement, etc.) pour lesquelles les lands ne peuvent légiférer que si la Fédération ne l'a pas déjà fait ; dans les faits, les compétences concurrentes sont presque toutes exercées par la Fédération ;
- des compétences qui relèvent des lands mais pour lesquelles la Fédération peut édicter des prescriptions-cadres (enseignement supérieur, protection des sites naturels, aménagement du territoire) ;
- des « tâches communes » (construction des écoles supérieures, aménagement du littoral, structures agricoles) ajoutées à la Loi fondamentale en 1969.

Tous les autres domaines relèvent des lands qui sont entièrement compétents dans la culture, l'éducation, le droit communal et les lois concernant la police.
Toutefois, même si la majorité du pouvoir législatif relève de la Fédération, cette dernière ne dispose d'une véritable administration que pour la politique étrangère, les douanes et la protection des frontières et l'armée. Pour le reste, l'application de la législation relève des lands qui sont ainsi chargés de mettre en œuvre la majeure partie du droit fédéral.
La majorité des tribunaux d'Allemagne relève également des lands.

### Représentation fédérale
Chaque land est représenté au Bundesrat (Conseil fédéral, chambre haute du Parlement, siégeant depuis 2000 à Berlin) où il dispose de trois à six voix en fonction de sa population. Composé de 69 membres, il s'agit des membres des gouvernements de chaque land qui siègent directement au Bundesrat et chaque land ne peut voter qu'en bloc.
L'accord du Bundesrat est nécessaire à l'adoption des lois fédérales qui touchent directement les intérêts des lands et il peut s'opposer aux autres lois : les gouvernements des lands participent ainsi directement au pouvoir législatif fédéral.
Le Bundestag (Diète fédérale, chambre basse du Parlement, siégeant depuis 1999 à Berlin) est composé de députés élus au suffrage universel et les sièges y sont répartis entre les lands en fonction de leur population.
Par ailleurs, les lands disposent chacun d'une représentation institutionnelle à Berlin, ce qui leur permet de faire le lien entre les affaires régionales et le Bund, ainsi que d’une représentation permanente auprès de l’Union européenne à Bruxelles, ce qui atteste l'importance de leur poids politique.